# Kumpusaari (ö i Södra Savolax, Nyslott, lat 62,54, long 28,61)
Kumpusaari är en ö i Finland. Den ligger i sjön Varisvesi och i kommunen Heinävesi i den ekonomiska regionen  Nyslotts ekonomiska region  och landskapet Södra Savolax, i den sydöstra delen av landet, 300 km nordost om huvudstaden Helsingfors. Öns area är 3,1 hektar och dess största längd är 280 meter i sydöst-nordvästlig riktning.